# J.P. Foschi
John Paul Marino Foschi, detto J.P. (Queens, 19 maggio 1982), è un giocatore di football americano statunitense che non è stato scelto nel draft e ha firmato in qualità di free agent coi New York Jets..

## Carriera professionistica
Al debutto come rookie nella stagione 2004 passa prima dai Jets, poi dai Broncos, Vikings ed infine ai Raiders però non scende mai in campo.
Nel suo 1º anno "stagione 2005" gioca 10 partite di cui 5 da titolare facendo 6 ricezioni per 37 yard ed un tackle da solo.
Nel 2º anno "stagione 2006" gioca una sola partita ma non da titolare.
Nel 2007 dopo esser stato tagliato non trova nessuna squadra.
Nella stagione 2008 gioca il suo 3º anno con i Chiefs, in totale 7 partite ma nessuna da titolare facendo un tackle da solo.
Il 14 maggio 2009 rifirma con i Raiders, per poi esser svincolato il 15 agosto. Ora attualmente ha firmato con i Bengals.

## Vittorie e premi
nessuno